# Ousmane Dieng
Ousmane Dieng (Villeneuve-sur-Lot, 21 de maio de 2003) é um jogador francês de basquete profissional que atualmente joga no Oklahoma City Thunder da National Basketball Association (NBA).
Ele foi selecionado pelo New York Knicks como a 11ª escolha geral no draft da NBA de 2022. Antes disso, ele jogou por Centre Fédéral da França e pelo New Zealand Breakers da Nova Zelândia.

## Início da vida e carreira juvenil
Dieng cresceu em Lot-et-Garonne, onde seu pai, Ababacar, jogava basquete. No nível juvenil, ele jogou pelo Villeneuve Basket Club e JSA Bordeaux. Ele competiu pela sua equipe Sub-18 no Torneio Next Generation.

## Carreira profissional

### Centre Fédéral (2020–21)
Na temporada de 2020-21, Dieng teve médias de 12,6 pontos, 5,8 rebotes e 2,9 assistências pelo Centre Fédéral no Nationale Masculine 1.

### New Zealand Breakers (2021–22)
Em 1 de junho de 2021, Dieng anunciou que jogaria pelo New Zealand Breakers da National Basketball League (NBL) na temporada de 2021-22 ao lado de Hugo Besson. Ele se tornou o primeiro jogador europeu a ingressar no programa Next Stars da liga para desenvolver perspectivas do draft da NBA. Dieng também foi recrutado pelos principais programas de basquete universitário e pelo Ignite da G-League. Em 17 de abril de 2022, Dieng deixou os Breakers para se preparar para o draft da NBA de 2022.

### Oklahoma City Thunder / Blue (2022–Presente)
Dieng foi selecionado pelo New York Knicks como a décima primeira escolha geral no draft da NBA de 2022 e foi imediatamente negociado com o Oklahoma City Thunder em troca de três escolhas de primeira rodada no draft da NBA de 2023.
Em 15 de abril de 2024, ele ganhou o título da G-League com o Oklahoma City Blue e foi nomeado o MVP da Final após conseguir 25 pontos, seis rebotes, quatro assistências e dois bloqueios na vitória contra o Maine Celtics.
Ao longo de suas três primeiras temporadas, Dieng foi designado várias vezes para o Oklahoma City Blue.

## Carreira na seleção
Dieng representou a Seleção Francesa no EuroBasket Sub-16 de 2019 na Itália. Ele teve médias de 8,9 pontos, 3,6 assistências e 2,7 rebotes e ajudou sua equipe a conquistar a medalha de prata.

## Estatísticas da carreira

### NBA

#### Temporada regular
| Ano      | Equipe        | PJ | PT | MPJ  | AP   | 3P   | LL   | RT  | AS  | BR | TO | PPJ |
| -------- | ------------- | -- | -- | ---- | ---- | ---- | ---- | --- | --- | -- | -- | --- |
| 2022–23  | Oklahoma City | 39 | 1  | 14.6 | .420 | .265 | .652 | 2.7 | 1.2 | .4 | .2 | 4.9 |
| 2023–24  | Oklahoma City | 33 | 0  | 11.1 | .422 | .300 | .875 | 1.5 | 1.1 | .2 | .2 | 4.0 |
| Carreira | Carreira      | 72 | 1  | 12.8 | .421 | .282 | .763 | 2.1 | 1.1 | .3 | .2 | 4.4 |

#### Play-In
| Ano  | Equipe        | PJ | PT | MPJ | AP   | 3P   | LL | RT  | AS | BR | TO | PPJ |
| ---- | ------------- | -- | -- | --- | ---- | ---- | -- | --- | -- | -- | -- | --- |
| 2023 | Oklahoma City | 1  | 0  | 7.2 | .400 | .000 | —  | 2.0 | .0 | .0 | .0 | 4.0 |

#### Playoffs
| Ano  | Equipe        | PJ | PT | MPJ | AP   | 3P   | LL | RT | AS | BR | TO | PPJ |
| ---- | ------------- | -- | -- | --- | ---- | ---- | -- | -- | -- | -- | -- | --- |
| 2024 | Oklahoma City | 4  | 0  | 1.8 | .500 | .000 | —  | .0 | .0 | .0 | .0 | .5  |

Fonte: